# Канал Северский Донец — Донбасс
Канал Северский Донец — Донбасс (укр. Канал Сіверський Донець — Донбас) — искусственный канал в Донецкой области Украины, построенный в конце пятидесятых годов XX века. Назначение — водоснабжение. Канал энергетического типа (перемещение воды обеспечивается с помощью насосных станций).

## Расположение
Начало канала находится в нескольких километрах от посёлка Райгородок Краматорского района Донецкой области, конец — у Верхнекальмиусского водохранилища к югу от города Ясиноватая.

## История
Индустриализация Донбасса в конце XIX — начале XX веков истощила запасы пресной воды в Донецкой области. С одной стороны, промышленное производство требует больших объёмов пресной воды, например — для выплавки одной тонны чугуна требуется 30 м³ воды, для выплавки одной тонны стали 20 м³ воды, до 500 м³ воды расходуется на производство 1000 киловатт электроэнергии, каждая тонна добытого угля требует 1 м³ воды. С другой стороны, систематическая разработка подземных месторождений (главным образом, угля) привело к резкому снижению уровня подземных вод. Донецкая область не имеет крупных рек, поэтому для обеспечения промышленности Донецкой области был построен канал от реки Северский Донец. Строительство канала торжественно началось 9 августа 1955 года и продолжалось до 1958 года. В 1979 году канал был реконструирован и расширен. Сооружения канала сильно пострадали во время боевых действий в 2014 году.

## Гидротехнические особенности
Канал — уникальное гидротехническое сооружение, соединяющее Северский Донец с истоком реки Кальмиус. Общая длина канала 133,4 км, но из них только 107 км представляют традиционный наземный канал трапецеидальной формы (дно 2—4 м, поверхность 30—40 м, глубина 6—30 м). Остальные 26,4 км — это трубные мосты (дюкеры) через две другие реки, железнодорожное полотно и глубокие балки. Такой трубный мост представляет собой 2 — 3 трубы диаметром свыше 2 метров с дополнительным насосным оборудованием. Кроме этого, в структуру канала входят 4 насосных станции, поднимающие воду канала (до 43 м³ в сек.) на Донецкий кряж (около 200 метров). Скорость течения канала около 0,8 м/сек. По течению канала для обеспечения его бесперебойной работы в случае аварии создано пять резервных водохранилищ: Карловское, Волынцевское, Артёмовское, Горловское и Верхне-Кальмиуское общим объёмом 64 млн м³.
Изначально был рассчитан на 25 м³ воды в секунду. После реконструкции 1979 года пропускная возможность канала увеличилась до 43 м³ воды в секунду. Фактическое использование канала снизилось в связи с промышленным спадом на Украине. Если в 1990 году из канала расходовалось 35,5 м³/сек, то в 2000 только 27,4 м³/сек. До открытия канала Днепр — Донбасс, который пополняет бассейн Северского Донца водами Днепра, такой объём водозабора в летнее время превышал сток Северского Донца, который в засушливые годы падал ниже 10 м³/сек. Поэтому для поддержания работы канала в летнее время в Харьковской области на притоке Северского Донца — реке Оскол в 1957 году было построено Оскольское водохранилище, которое регулирует поступление воды в Северский Донец в соответствии с требованиями канала.
С мая 2023 года канал наполняется из водовода Дон — Донбасс. Но полностью компенсировать поступление необходимого объема воды в канал он не способен.